# Hernán Pérez Cuesta
Hernán Pérez (Oviedo, Asturias, 2 de octubre de 1981) es un exfutbolista y entrenador de fútbol español. Actualmente es seleccionador de la selección española sub-15, su último club ha sido el CD Lugo. Es hermano del también exfutbolista internacional Michu.

## Trayectoria

### Como jugador
Se formó en las categorías inferiores del Real Oviedo y pasó por distintos clubes de Segunda B y Tercera como el Universidad de Oviedo, Real Avilés, Club Deportivo Lealtad o Caudal.

### Como entrenador
Empezó como entrenador en la cantera del Real Oviedo juvenil, donde consiguió que el equipo finalizara en cuarta posición del grupo 1 de la División de Honor Juvenil de España, máxima categoría del fútbol juvenil español.  
Para la siguiente temporada fichó por el Unión Popular de Langreo de la Tercera División, logrando las dos primeras campañas (2015-16 y 2016-17) que el equipo asturiano se clasificara para la fase de promoción a Segunda B, logrando el ascenso en esta última campaña. En la 2017-18, ya en Segunda División B, la UP Langreo finalizó la competición en novena plaza y se clasificó para la Copa del Rey. 
Durante la temporada 2019-20 entrenó al Barakaldo Club de Fútbol de la Segunda División B, con el que acabaría la liga fuera de los puestos de descenso cuando la competición fue suspendida debido a la pandemia de COVID-19. 
En junio de 2020 se incorporó al Unionistas de Salamanca de la Segunda División B. El club castellano, pese a tener el presupuesto más bajo del subgrupo, consiguió ser campeón de invierno y tras la segunda vuelta logró la segunda posición, siendo ascendido a Primera RFEF para la temporada 2021-22.
En la temporada 2021-22, firma por el primer equipo del Real Madrid Club de Fútbol Juvenil.
El 16 de junio de 2022, firma por el Club Deportivo Lugo de la Segunda División de España.
El 21 de noviembre de 2022, es destituido del C. D. Lugo debido a los malos resultados. En el momento de la destitución, el equipo lucense se encontraba en la posición decimonovena con 14 puntos de 48 posibles en Segunda División.

## Clubes

### Como entrenador
| Club                                 | País   | Año       |
| ------------------------------------ | ------ | --------- |
| CD Lealtad (Asistente de entrenador) | España | 2012-2014 |
| Real Oviedo Juvenil                  | España | 2014-2015 |
| UP Langreo                           | España | 2015-2019 |
| Barakaldo CF                         | España | 2019-2020 |
| Unionistas de Salamanca CF           | España | 2020-2021 |
| Real Madrid CF Juv.                  | España | 2021-2022 |
| CD Lugo                              | España | 2022      |